# Secondhand Daylight
Secondhand Daylight ist das zweite Album der britischen Post-Punk-Band Magazine.

## Entstehungsgeschichte
Nach dem ausbleibenden kommerziellen Erfolg der Single Shot by Both Sides und dem Album Real Life versuchte die Band, die Bekanntheit durch Tourneen zu steigern. Schlagzeuger Martin Jackson verließ die Band im Juli und Paul Spencer sprang im September und Oktober für einige Konzerte auf dem europäischen Festland ein. Im Oktober wurde John Doyle neuer Schlagzeuger bei Magazine. Ende Oktober wurde Give Me Everything mit Tony Wilson als Produzent aufgenommen und im November von Virgin Records als dritte Single der Band veröffentlicht. Als B-Seite verwendete Magazine I Love You, You Big Dummy von Captain Beefheart. Die Single wurde von Virgin nicht vermarktet und die Band absolvierte bis in den Dezember weitere Konzerte, um die Single anzupreisen.
Devoto intensivierte bei den Kompositionen für das Album die Arbeiten mit Adamson und Formula, die auf dem Debüt lediglich an einen Titel beteiligt waren. Im Januar 1979 begab sich die Band für die Aufnahmen zum zweiten Album wieder ins Studio. Devoto wollte ursprünglich John Barry als Produzenten haben, und als dies sich als unmöglich erwies, schlug er Tony Visconti, den Produzenten von David Bowie vor. Letztlich produzierte Colin Thurston das Album, der mit Visconti als Toningenieur an Bowies Low und Iggy Pops The Idiot gearbeitet hatte. Die Aufnahmen faden überwiegend in Viscontis Good Earth Studios statt und wurden in Virgins mobilem Studio fertiggestellt.

## Titelliste
1. Feed the Enemy (Devoto / Formula) – 5:46
2. Rhythm of Cruelty (Devoto / McGeoch / Adamson) – 3:05
3. Cut-out Shapes (Devoto) – 4:45
4. Talk to the Body (Devoto / McGeoch) – 3:36
5. I Wanted Your Heart (Devoto / Formula / Adamson) – 5:05
6. The Thin Air (Devoto / McGeoch) – 4:08
7. Back to Nature (Devoto / Formula) – 6:43
8. Believe That I Understand (Devoto / Adamson) – 4:03
9. Permafrost (Devoto) – 5:31

Auf einer 2007 remasterten Ausgabe sind zusätzlich zwei Singles aus der Zeit der Veröffentlichung des Albums enthalten:
1. Give Me Everything (Devoto) – 4:23
2. I Love You, You Big Dummy (van Vliet) – 3:54
3. Rhythm of Cruelty – Original Single Version (Devoto / McGeoch / Adamson) – 3:03
4. TV Baby (Devoto / Formula) – 3:48

## Schallplattencover
Das Schallplattencover zeigt eine Lithografie des britischen Illustrators und Cartoonisten Ian Pollock.

## Veröffentlichung und Charterfolg
Das Album wurde von Virgin Records am 30. März 1979 veröffentlicht. Eine Tournee durch Großbritannien im Februar und März spülte das Album im April in die Charts. Es erreichte Platz 38 und hielt sich acht Wochen.

## Rezeption
Das Album wurde unterschiedlich aufgenommen. Während Nick Kent vom NME urteilte, Magazine seinen eine Macht, mit der man rechnen müsse („Magazine are a force to be reckoned with“), sah Garry Bushell von Sounds im Album einen Rückschritt in die Lüge des Progressive Rock („retreat to the ’70iesprogressive lie“). Andy Kellmann von Allmusic urteilt: „Es lässt den unmittelbaren Eindruck von Real Life und The Correct Use of Soap vermissen, aber es verdient genauso viel Anerkennung für seine unwiderstehlich tragende Gereiztheit.“ („It lacks the immediate impact of Real Life and The Correct Use of Soap, but it deserves just as much recognition for its compellingly sustained petulance.“)